# Anicet del Pont
Anicet (en llatí Anicetus) fou un llibert de Polemó II de Pont, que l'any 69 va defensar el partit de Vitel·li i va incitar una revolta contra Vespasià al Pont que va esclatar el 70.
La revolta va ser sufocada el mateix any. Anicet es va escapar i es va refugiar a la desembocadura del riu Cohibus, però allà, el rei del sedoques (sedochezi) finalment el va derrotar i el va entregar al lloctinent de Vespasià que el va executar, segons diu Tàcit.